# George Burley
Pour les articles homonymes, voir Burley.
George Burley (né le 3 juin 1956  à Cumnock) est un footballeur écossais devenu entraîneur.
Il est élu manager de l'année en Angleterre en 2001 pour ses exploits avec Ipswich Town. Il est l'oncle de l'ancien footballeur écossais Craig Burley.

## Carrière de joueur
- Ipswich Town  Angleterre (1973-1985)
- Sunderland AFC  Angleterre (1985-1988)
- Gillingham FC  Angleterre (1988-1989)
- Motherwell FC  Écosse (1989-jan. 1991)
- Ayr United  Écosse (jan. 1991-déc. 1993) (entraîneur-joueur)
- Falkirk FC  Écosse (jan. 1994)
- Motherwell FC  Écosse (fév. 1994-1994)
- Colchester United  Angleterre (1994-nov. 1994) (entraîneur-joueur)

Il a été sélectionné 11 fois, de 1979 à 1982, sans marquer de but, avec la sélection écossaise.

## Carrière d'entraîneur
- Ayr United  Écosse (jan. 1991-déc. 1993) (entraîneur-joueur)
- Colchester United  Angleterre (1994-nov. 1994) (entraîneur-joueur)
- Ipswich Town  Angleterre (jan. 1995-nov. 2002)
- Derby County  Angleterre (avr. 2003-2005)
- Heart of Midlothian  Écosse (2005-oct. 2005)
- Southampton FC  Angleterre (déc. 2005-jan. 2008)
- Équipe d'Écosse de football  Écosse (jan. 2008-nov. 2009)
- Crystal Palace  Angleterre (2010-déc. 2010)
- Apollon Limassol  Chypre (2012-sept. 2012)